# MMM 83 - Missione morte molo 83
MMM 83 - Missione morte molo 83 (noto anche come Missione mortale Molo 83) è un film del 1966, diretto da Sergio Bergonzelli. È un film italiano di spionaggio in coproduzione francese, appartenente a un filone (detto anche "Eurospy") che produsse numerosi film analoghi alla metà degli anni sessanta.